# Duqaq I
Abū Naṣr Shams al-Mulūk Duqāq ibn Tutush (in arabo دقاق بن تتش‎?; ... – 8 giugno 1104) fu re (malik) selgiuchide di Damasco dal 1095 al 1104.
Duqāq era figlio del signore selgiuchide di Siria, Tutush I, e di Safwat Khatun. Era fratello di Ridwān. Quando il loro padre morì nel 1095, Ridwān pretese per sé la Siria e inizialmente Duqāq ereditò la Jazira, vivendo con suo fratello ad Aleppo. Tuttavia presto si ribellò e assunse il controllo di Damasco, rischiando di far precipitare la Siria nell'anarchia e nel caos. Duqāq ricevette il sostegno di Yaghisiyan di Antiochia, che non era in lite con Ridwān ma che aveva in avversione il suo atābeg Janāh al-Dawla. Lo schieramento favorevole a Duqāq giunse anche Ilghāzī, governatore di Gerusalemme. Ridwān si alleò invece col fratello di Ilghāzī, Soqmān.
Ridwān attaccò Yaghisiyān, e quando Duqāq e Ilghāzī giunsero in suo soccorso, Ridwān pose per contro l'assedio a Damasco. Tuttavia presto Ridwan entrò in contrasto con Janāh al-Dawla, che aveva conquistato ai suoi danni Hims, e con l'abbandono dell'alleanza del suo atābeg, Yaghisiyān fu assai più disponibile per un'alleanza con Ridwān. Questa nuova alleanza fu sanzionata da un matrimonio fra Ridwān e una figlia di Yaghisiyān.
I due erano sul punto di attaccare Shayzar quando seppero del sopraggiungere della Prima Crociata. Tutte le diverse alleanze si ruppero e ognuno tornò nei propri domini, sebbene ogni alleanza restasse nominalmente ancora valida. Se in effetti le diverse rivalità fossero state composte di fronte all'arrivo di un nemico sconosciuto e che si sarebbe rivelato quanto mai potente, la Prima Crociata avrebbe avuto poche probabilità di riuscita.
Nell'inverno del 1097-1098, Antiochia fu assediata dai Crociati, e Yaghisiyān e suo figlio Shams al-Dawla chiesero aiuto a Duqāq. Il 30 dicembre 1097, i rinforzi inviati da Duqaq furono sbaragliati da Boemondo di Taranto e Duqāq si ritirò verso Homs. Duqāq più tardi raggiunse Kerboghā di Mosul per attaccare i Crociati dopo che essi ebbero occupato Antiochia nel giugno del 1098, ma nel corso della battaglia le forze di Duqāq disertarono e Kerboghā fu sconfitto. Mentre era occupato in Siria, i possedimenti di Duqāq nella Jezira gli furono strappati da alcuni vassalli ribelli ma nel 1099 egli riconquistò Diyarbakr.
Nel 1100 Duqāq tese un'imboscata a Baldovino I di Edessa a Nahr al-Kalb, fuori Beirut, mentre questi era sulla strada di Gerusalemme per succedere a suo fratello Goffredo di Buglione sul trono di Gerusalemme. Gli uomini di Baldovino occuparono uno stretto passaggio e le truppe di Duqāq non furono in grado di mandarli in rotta; Baldovino risultò vincitore e continuò il suo viaggio alla volta della Città Santa.
Nel 1103 Duqāq prese Homs, quando Janāh al-Dawla, l'antico atābeg di Ridwān, fu assassinato. Duqāq cadde malato nel 1104 e, su consiglio di sua madre, nominò il suo fidato atābeg Toghtigin atābeg (che letteralmente significa "tutore") del suo giovanissimo figlio Tutush II. Duqāq morì l'8 giugno di quell'anno. Toghtigin assunse il controllo di Damasco e - grazie alla prematura morte di Duqāq II in quello stesso anno e alla rinuncia al trono, sempre nel 1104, del fratello di Duqāq, Irtāsh, che fuggì da Damasco perché non si fidava delle reali intenzioni di Toghtigin - resse la città e i suoi domini fino alla sua morte, fondando di fatto una dinastia che, dal nome del figlio Būrī, sarà chiamata buride, destinata a governare per mezzo secolo Damasco, fino alla conquista da parte di Norandino.